# The Informer (film fra 1912)
The Informer er en amerikansk stumfilm fra 1912 af D. W. Griffith.

## Medvirkende
- Walter Miller
- Mary Pickford
- Henry B. Walthall
- Kate Bruce
- Harry Carey